# Alicja i Bob

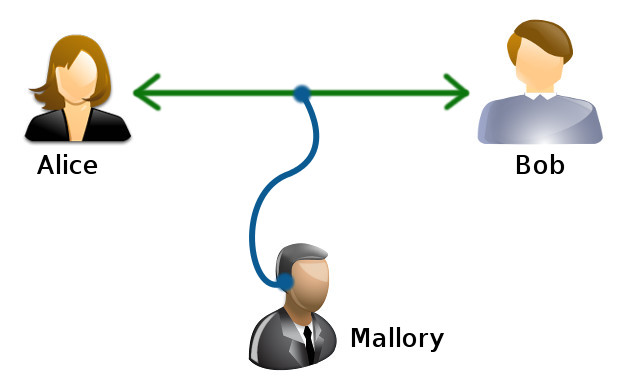
Przykładowy scenariusz, w którym Mallory przechwytuje komunikację między Alicją i Bobem

Alicja i Bob – aliasy dla archetypów w takich dziedzinach jak kryptologia i fizyka. Nazwy te są używane dla wygody, gdyż wyjaśnienia typu „Osoba A chce wysłać wiadomość do osoby B” mogą być zbyt trudne do śledzenia w złożonych systemach zawierających wiele poziomów. Kolejne imiona rozpoczynają się w porządku alfabetycznym, pomagając w wyjaśnianiu czysto technicznych tematów.
W kryptologii i bezpieczeństwie sieci stosuje się wiele nazw dla uczestników dyskusji i prezentacji na temat różnych protokołów. Nazwy te są typowe, sugerujące, czasem zabawne i efektywnie służą jako zmienne metasyntaktyczne. W typowych implementacjach tych protokołów jest przyjęte, że czynności przypisane do postaci typu Alicja i Bob nie byłyby bezpośrednio wykonywane przez osoby fizyczne, ale raczej zawierzone zautomatyzowanym jednostkom typu program komputerowy.

## Lista postaci
Lista pochodzi w większości z książki Kryptografia dla praktyków autorstwa Bruce’a Schneiera. Alicja i Bob są pierwowzorami w kryptologii; popularna jest również Ewa.
- Alicja i Bob. Alicja chce wysłać wiadomość do Boba. Te nazwy zostały po raz pierwszy użyte przez Rona Rivesta w jego artykule z 1978 roku Communications of the ACM, prezentującym kryptosystem RSA, i w A Method for Obtaining Digital Signatures and Public-Key Cryptosystems opublikowanym 4 kwietnia 1977. Rivest zaprzecza, żeby te nazwy miały jakikolwiek związek z filmem Bob & Carol & Ted & Alice, jak czasami się sugeruje.
- Carol lub Charlie, jako trzeci uczestnik konwersacji.
- Dave, czwarty uczestnik.
- Ewa, podsłuchiwacz (ang. Eavesdropper), jest z reguły pasywnym napastnikiem. Może nasłuchiwać transmisji między Alicją i Bobem, ale nie może ich modyfikować. W kryptologii kwantowej Ewa może również oznaczać środowisko.
- Izaak, czyli dostawca internetu.
- Iwan, wystawca dokumentu (ang. issuer).
- Justin, wymiar sprawiedliwości (ang. justice system).
- Mallory, szkodliwy uczestnik (ang. malicious attacker); w przeciwieństwie do Ewy, Mallory może modyfikować transmisję, zamieniać, powtarzać stare przekazy itd. Znacznie trudniej jest zabezpieczyć system przed Mallorym niż przed Ewą. Zamiennie używane jest również Marvin i Mallet.
- Matilda, kupiec (ang. merchant) (np. w finansach lub e-commerce).
- Oscar, przeciwnik, często używany zamiennie z Mallorym.
- Pat lub Peggy, Victor, weryfikują czy dane zdarzenie miało faktycznie miejsce.
- Plod, stróż prawa.
- Trent, zaufany sędzia, którego dokładna rola zmienia się zależnie od rodzaju dyskusji.
- Trudy, włamywacz, kolejna inkarnacja Mallory’ego.
- Walter, strażnik, czasem używany w niektórych bezpiecznych systemach.
- Zoe, zazwyczaj ostatnia postać we wszystkich protokołach kryptograficznych.